# Музей африканської культури
Музей африканської культури музей що знаходиться в Портленді, Мен, спеціалізується на культурі та мистецтві племен Субсахарської Африки. Створення експонатів було натхненно місцевою африканською діаспорою, в музеї також зібрана колекція  музики, розповідей, фільмів, поезії, літератури. Колекція включає в себе також  маски з дерева, фігурки, текстильний побут, предмети побуту та інструменти. Музей було відкрито в 1998 році та в 2010 році складався з понад станом на  2010, 1,500 експонатів мистецтва. Це єдиний музей на півночі Нової Англії присвячений африканському мистецтву та культурі.
Музей африканської культури в Портленді, штат Мен, закрився в 2015 році. Засновник музею Оскар Мокеме заявив про свою мету перенести музей у Портсмут, штат Нью-Йорк. Однак станом на 2019 рік не було вказівок на те, що музей перенесено та відкрито.